# اچ‌ام‌اس بوادیکا (اچ۶۵)
اچ‌ام‌اس بوادیکا (اچ۶۵) (به انگلیسی: HMS Boadicea (H65)) یک کشتی بود که طول آن ۳۲۳ فوت (۹۸٫۵ متر) بود. این کشتی در سال ۱۹۳۰ ساخته شد.